# 남극하트지느러미오징어
남극하트지느러미오징어(Mesonychoteuthis hamiltoni) 또는 콜로살오징어는 하트오징어과의 연체동물이다. 가장 큰 오징어로 여겨지는 종이다. 2007년 뉴질랜드 어부에게 포획된 종의 크기는 4.2m, 몸무게는 494kg에 달했다. 남극하트지느러미오징어속(Mesonychoteuthis)의 유일종이다.
이 종이 발견되기 전에 가장 큰 종으로 여겨지던 대왕오징어(Architeuthis dux)는 외투막의 길이가 2.25m, 전체 길이가 18m에 달한다. 그러나 2003년, 남극 근처에서 외투막의 길이가 2.5m에 달하는 Mesonychoteuthis hamiltoni의 표본이 처음 발견되었다. 어떤 생물학자들은 이 표본을 어린 개체로 생각하고 있으며 이 종의 성체들은 두 배의 크기를 가지고 있을 것이라고 추정하고 있다.

## 같이 보기
- 크라켄
- 대왕오징어